# Cerro Corá (Municipio de Amambay)
Cerro Corá es un municipio y ciudad de Paraguay ubicado en el departamento de Amambay sobre la Cordillera del Amambay. Fue creado como municipio por Ley 6555, desprendiéndose del municipio de Pedro Juan Caballero, del cual dista 20 kilómetros del centro de la capital departamental. Su centro urbano llevaba el nombre de Colonia Capitán Raúl Ocampos Rojas, también conocido como Chirigüelo. Cuenta con una superficie de 1451 km².

## Ubicación
Se encuentra situado sobre la ruta 5 «General Bernardino Caballero» (Carretera Nacional). Su cota es de 553 metros sobre el nivel del mar.

## Valor histórico
En este lugar, el Mariscal Francisco Solano López acampó con sus soldados poco antes de su muerte en el paraje de Cerro Corá en fecha 1 de marzo de 1870 por parte del ejército brasileño.

## Servicios
En este lugar se encuentran un destacamento de la Policía Nacional y una oficina de la Aduana Paraguaya, cuyos funcionarios están comisionados para el control de migraciones y tráfico de mercaderías que ingresan al territorio paraguayo, previamente gestionados en las oficinas de Pedro Juan Caballero.